# Compañía Cervecera de Puerto Rico

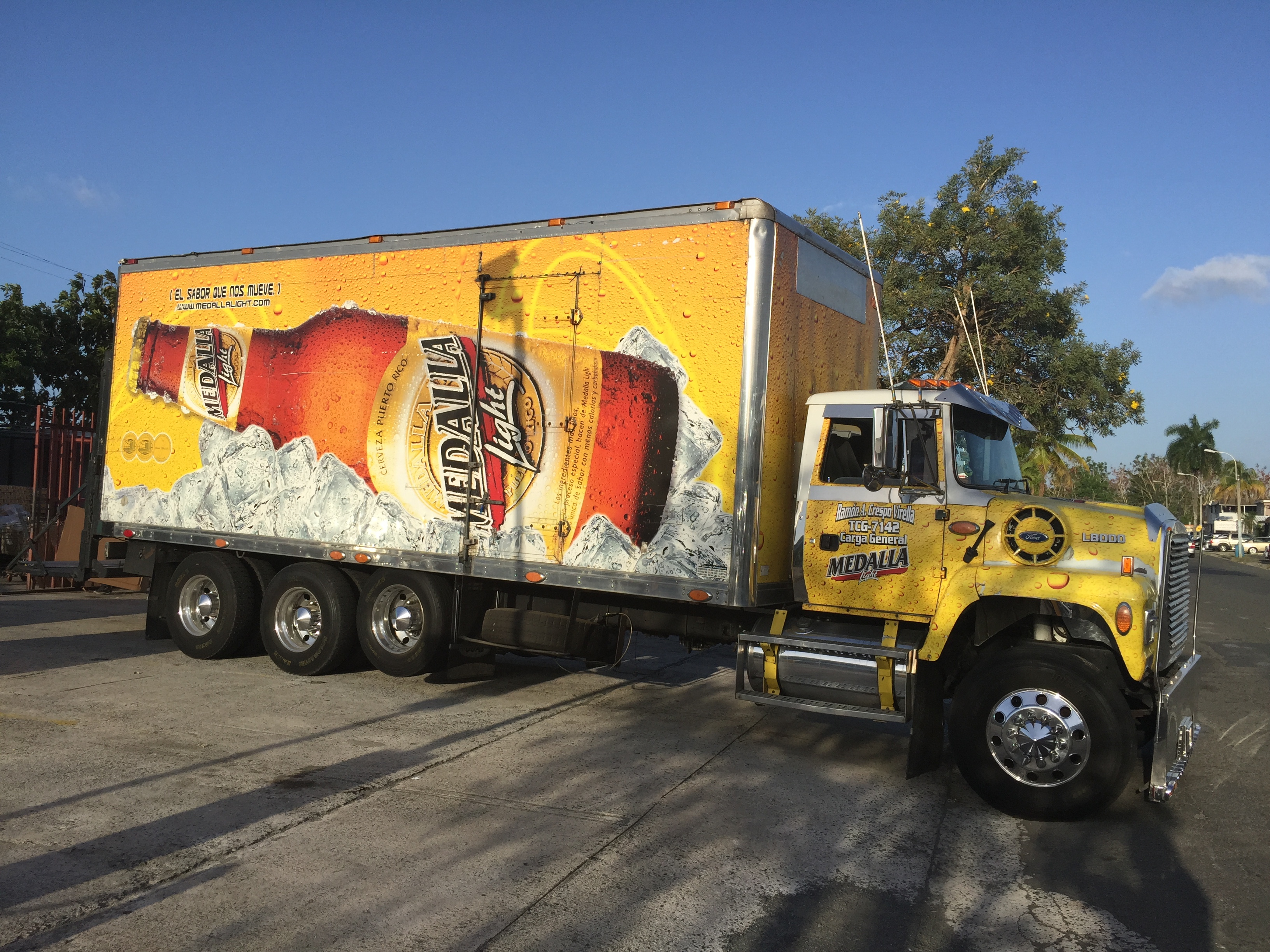
Camión de reparto Medalla

La Compañía Cervecera de Puerto Rico (Anteriormente conocida como Cervecería India) es una empresa netamente puertorriqueña, fundada en 1937 por Alfonso, Sabino y Ramón Valdés en Mayagüez, Puerto Rico. Una de sus cervezas más conocida es la Medalla Light.

## Productos
Cervezas:
- Medalla Light
- Cerveza India (Edición Limitada)
- Silver Key Light
- MAGNA Special Craft
- Banks

Otros productos:
- Malta India
- Coco India
- Kola Champagne
- Kola Champagne de dieta

## Premios
- La cerveza Medalla fue premiada en Australia, Barcelona y Nueva Zelanda como una de las mejores cervezas del mundo.
- Medalla de Oro y Mejor Cerveza en su Clase en la categoría de International Golden Lagers en los New Zealand Beer Awards 2007.
- Medalla de Calidad por 3.er año consecutivo en el certamen Monde Selection 2007
- Medalla de Calidad en Australian International Beer Awards 2007, la segunda competencia más grande de cervezas en el mundo.

Según la presidenta de Cervecería India, Camalia Valdés, en los certámenes se premió el proceso de elaboración, la calidad de producto y fidelidad al estilo de cerveza.